# Newfound Lake
Newfound Lake ligt in Grafton County, New Hampshire (VS) in de buurt van de dorpen Bridgewater, Bristol, Alexandria en Hebron. Dit meer ligt in een deel van New Hampshire dat bekendstaat als de Lakes Region. Dit meer is ongeveer 16,5 km2 groot en daarmee het op drie na grootste meer dat helemaal in New Hampshire ligt. Het meer is ook een van de schoonste meren in de VS en ter wereld. Het is ongeveer 4 km breed, 11 km lang en is maximaal 55 m diep. Aan het eind van het meer ligt de Newfound River die in de Pemigewasset stroomt.